# Carroll John Daly
Carroll John Daly (ur. 14 września 1889 w Yonkers, zm. 16 stycznia 1958 w Los Angeles) – amerykański pisarz, autor powieści kryminalnych, twórca postaci Race’a Williamsa.

## Zarys biografii
Z zawodu był operatorem kinowym, następnie właścicielem kina. Uchodzi za jednego z pierwszych pisarzy tworzących w nurcie czarnego kryminału. Jedna z jego postaci, prywatny detektyw Race Williams, stał się wzorem dla innych bohaterów tego typu. Po raz pierwszy opowiadanie z Williamsem ukazało się w magazynie „Black Mask” w 1923, wyprzedzając o kilka miesięcy publikację tekstów Dashiella Hammetta z Continental Op-em w roli głównej.

## Twórczość
- The White Circle (1926)
- The Snarl of the Beast (1927)
- Man in the Shadows (1928)
- The Hidden Hand (1929)
- The Tag Murders (1930)
- Tainted Power (1931)
- The Third Murderer (1931)
- The Amateur Murderer (1933)
- Murder Won’t Wait (1933)
- Murder from the East (1935)
- Mr. Strang (1936)
- The Mystery of the Smoking Gun (1936)
- The Emperor of Evil (1937)
- Better Corpses (1940)
- Murder at Our House (1950)
- Ready to Burn (1951)